# Jery Sandoval
Jery Luz Sandoval, o semplicemente Jery (Barranquilla, 18 dicembre 1986), è un'attrice, modella e cantante colombiana.
Suo padre, il cantante Jorge Sandoval, le inculcò l'interesse per la musica ed il canto. Cantò nell'orchestra studentesca del collegio Nuestra Señora del Carmen a Carmen de Bolívar e fece parte di un'altra orchestra chiamata “Notas y Colores”.
In Colombia è ricordata per la sua interpretazione di María Reyes nella telenovela Los Reyes (versione colombiana della telenovela argentina Los Roldán) e recita nella serie televisiva messicana Código Postal come Regina Corona.

## Carriera

### Come modella
Nel 2000 Jery inizia la sua carriera di modella prestando la sua immagine all'Hotel Barranquilla Plaza ed ottenendo il secondo posto nel concorso “Chica Miércoles” del periodico “El Heraldo”. Inoltre vinse il premio “Reinado de la Luz” a Mesitas del Colegio, Cundinamarca, che le fruttò COL$ 3'000.000 (1000 €).

### In televisione
Jery debuttò in televisione nel canale Telebarranquilla in un programma intitolato Entre la Rubia y la Morena (Jery è bionda con gli occhi verdi).
Nel 2002 Jery andò a Bogotà per cercare di realizzare il suo sogno, cioè diventare cantante. Durante la promozione del suo primo disco, apparì nel programma Muy Buenos Días di Jota Mario Valencia. Lì fu osservata da Guillermo Restrepo che l'invitò a presenziare in un casting.
In principio Jery recitò come Hilda Reyes ma questa parte fu ottenuta da Constanza Camelo; ciò nonostante Jery ottenne la parte di María Reyes. È da evidenziare il fatto che Jery frequentò corsi di recitazione all'accademia di Rubén di Pietro.
Los Reyes si trasformò in un grande successo in Colombia con altissimi livelli di ascolto, ma questo provocò l'allungamento delle riprese (due episodi al giorno), dalle 7:00 alle 22:00 o più tardi, fatto che provocò la defezione di molti degli attori, tra questi Jery che doveva studiare anche la lingua inglese.
In 2006 Jery Sandoval andò in Messico a partecipare a una nuova produzione di Televisa chiamata Código Postal ("Codice Postale"), sostituto di Rebelde. Nel 2011 interpreta Nicole nel serial Popland!.
Nel 2015 appare nel video del cantante Nicky Jam nel singolo Travesuras.